# Empidonax minimus
El  mosquero mínimo (Empidonax minimus) es una especie de ave paseriforme de la familia Tyrannidae, perteneciente al numeroso género Empidonax. Es un ave migratoria que anida en América del Norte e inverna en México y América Central.

## Otros nombres comunes
Se le conoce también como mosquerito chebec (en Costa Rica), mosquerito menor (en Honduras), mosquerito mínimo (en México), mosqueta mínima, mosquitero o mosquerito menudo (en Panamá y Nicaragua) o papamoscas chico (en México).

## Distribución y hábitat
Su área de nidificación en Canadá se extiende desde el sur de Yukón y de los Territorios del Noroeste hacia el sur hasta la Columbia Británica y hacia el este hasta las Provincias marítimas; en el norte de Estados Unidos desde el norte de Washington al este hasta Maine y al sur hasta Nebraska, Iowa, y norte de Illinois y de Indiana, también localmente en el norte de Oregón, noroeste de California y  norte de Colorado. Durante los inviernos boreales migra hacia el sur, donde pasa la temporada no reproductiva en el sur de Florida, este y oeste de México, Belice, Guatemala, El Salvador, Honduras, Nicaragua, ocasionalmente hasta Costa Rica, y Panamá (hasta la Zona del Canal). Registrado como vagante accidental en San Pedro y Miquelón, Islas Caimán y Bahamas. Su pasaje migratorio se registra por todo el centro este de Estados Unidos y norte y centro de México.
El hábitat reproductivo de esta especie, considerada una de las más comunes de su género, se compone de bosques templados caducifolios, tanto maduros como semiabiertos, crecimientos secundarios, de transición o mixtos; ocasionalmente en arboledas de coníferas, en pantanos y bordes de humedales, huertas y campos con matorrales. En la temporada no reproductiva quebradas boscosas y arbustales y pastizales húmedos, crecimientos secundarios altos o jóvenes y en bordes y claros de selvas húmedas tropicales, hasta los 1500 m de altitud.

## Sistemática

### Descripción original
La especie E. minimus fue descrita por primera vez por los ornitólogos estadounidenses William McFunn Baird y Spencer Fullerton Baird en 1843 bajo el nombre científico Tyrannula minima; su localidad tipo es: «cerca de Carlisle, Pensilvania».

### Etimología
El nombre genérico masculino «Empidonax» se compone de las palabras del griego «empis, empidos» que significa ‘mosquito’, ‘jején’, y «anax, anaktos» que significa ‘señor’; y el nombre de la especie «minimus», en latín significa ‘mínimo’, ‘menor’.

### Taxonomía
Es monotípica.